# Colibri flamboyant
Topaza pyra
Espèce
Statut de conservation UICN

 LC  : Préoccupation mineure
Statut CITES
Le Colibri flamboyant (Topaza pyra) est une espèce de colibris de la sous-famille des Trochilinae.

## Répartition
Le Colibri flamboyant se trouve dans le nord-ouest du Brésil, le sud du Venezuela, le sud de la Colombie, le nord du Pérou et l'est de l'Équateur.

Carte de répartition de l'espèce

## Référence
(en) « Neotropical Birds Online », Cornell Lab of Ornithology, 15 mai 2011